# Sabine Schulz (Volleyballspielerin)
Sabine Schulz (* 15. Februar 1981 in Furth im Wald) ist eine deutsche Volleyball- und Beachvolleyballspielerin.

## Karriere Halle
Sabine Schulz spielte bis 2003 Hallenvolleyball beim Bundesligisten VF Bayern Lohhof. In der Saison 2003/04 spielte sie beim Ligakonkurrenten VC Harlekin Augsburg. Anschließend wechselte die Mittelblockerin zum SV Lohhof, mit dem sie 2005 Meister der Regionalliga Südost wurde und in die 2. Bundesliga aufstieg. In der Rückrunde der Saison 2010/11 war Schulz nochmals beim Zweitligisten DJK Augsburg-Hochzoll aktiv und wurde hier Vizemeister.

## Karriere Beach
Sabine Schulz spielt seit Anfang der 2000er Jahre auch Beachvolleyball. Zunächst war sie mit Daniela Raddatz und anderen Partnerinnen auf Turnieren in Süddeutschland unterwegs. Nach einer zweijährigen Pause trat sie von 2008 bis 2014 an der Seite von Michaela Henry auf der Smart Beach Tour und anderen nationalen Turnieren an. Henry/Schulz wurden mehrfach Bayerischer Meister und belegten bei den deutschen Meisterschaften in Timmendorfer Strand 2012 Platz 13, 2013 Platz neun und 2014 Platz 13. Nebenbei ist Sabine Schulz Landesbeachvolleyballwartin im Bayerischen Volleyball-Verband.

## Privates
Sabine Schulz wohnt in Zorneding und ist Lehrerin.